# Roques Altes (Fontanals de Cerdanya)
El Roques Altes és una muntanya de 1.744 metres que es troba al municipi de Fontanals de Cerdanya, a la comarca de la Baixa Cerdanya.